# آزمون فراصوت

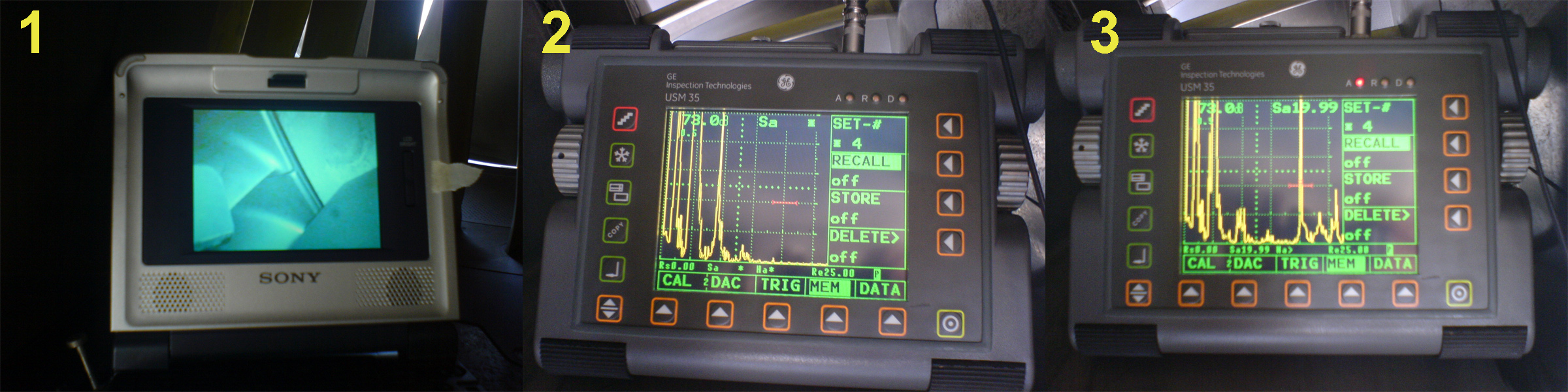
نمونه‌ای از آزمون فراصوت برای تست ریشه پره توربین موتور جت

آزمون فراصوت (به انگلیسی: Ultrasonic Testing (UT)) یکی از روش‌های آزمون‌های غیر مخرب است. 
در این روش امواج فراصوت با فرکانس بالا و با دامنه کم به داخل قطعه فرستاده می‌شوند. امواج فراصوت ارتعاشات مکانیکی هستند که توسط ترنسدیوسرهای پیزوالکتریک در ماده الاستیک ایجاد می‌شوند. فرکانس امواج فراصوت عموماً بین ۰/۱ مگاهرتز تا ۵۰ مگاهرتز است. در اکثر کاربردهای صنعتی از فرکانس ۰/۵ مگاهرتز تا ۱۵ مگاهرتز استفاده می‌شود. 
این امواج پس از برخورد به هر گسستگی بازتابیده می‌شوند و قسمتی از این امواج به سمت حسگر رفته و حسگر آن را دریافت می‌کند. از روی دامنه و زمان بازگشت این امواج می‌توان به مشخصه‌های این گسستگی پی برد. از کاربردهای این روش می‌توان به اندازه‌گیری ضخامت و تشخیص عیوب موجود در قطعات نام برد. یکی از امتیازات مهم این روش توانایی آن در تشخیص عیوب بسیار کوچک به علت استفاده از فرکانس بالا و در نتیجه طول موج بسیار کوچک است .

## اجزای سیستم آزمون فراصوت

اجزای سیستم آزمون فراصوت

اجزای سیستم آزمون فراصوت در شکل روبرو نمایش داده شده‌اند. در این سیستم، محرک(Pulser) موجی الکتریکی را به ترانسدیوسر فرستنده می‌فرستد.این امواج بسیار کوتاه (معمولاً حدود ۰/۱µsec)، تکرار شونده (با تناوب حدود ۱ میلی ثانیه) و دارای دامنه‌ای در اندازه صدها ولت هستند. ترانسدیوسر این موج الکتریکی را به موج صوتی تبدیل می‌کند. موج صوتی در داخل ماده منتشر شده و در صورت وجود هر گونه ناپیوستگی در ماده منعکس می‌شود. موج منعکس شده توسط ترانسدیوسر گیرنده دریافت می‌شود و به موج الکتریکی تبدیل می‌شود. این امواج، سپس بر روی اسیلسکوپ نمایش داده می‌شوند و همچنین برای تحلیل دقیقتر ممکن است به کامپیوتر فرستاده شوند.

### واحد محرک−گیرنده
واحد محرک−گیرنده (به انگلیسی: Pulser-Receiver) در کاربردهای میدانی و کارگاه‌ها استفاده می‌شود و معمولاً دارای یک اسیلوسکوپ برای نمایش داده‌ها نیز می‌باشد. وظیفه اصلی این واحد فرستادن سیگنال محرک به ترنسدیوسر فرستنده و دریافت سیگنال از ترنسدیوسر گیرنده می‌باشد. این واحد همچنین معمولاً دارای میکروپروسسورهای متعددی برای مقاصد کالیبره کردن و تحلیل داده‌ها نیز می‌باشد.

### ترنسدیوسرهای فراصوت
ترنسدیوسرهای مورد استفاده در آزمون فراصوت از جنس کریستال‌های پیزوالکتریک می‌باشند. انواع مختلفی از این ترنسدیوسرها موجود است که هر یک ویژگی‌های خاص خود را دارا است. مهم‌ترین این ویژگی‌ها که باعث تمایز بین آن‌ها می‌شود عبارتند از:
- همگرا: ترنسدیوسرهایی که شکل مقعری داشته‌اند و پرتوهای موج در کانون متمرکز می‌شوند.
- تخت: سطح این ترنسدیوسرها تخت می‌باشد.
- گیرنده−فرستنده: ترنسدیوسرهایی که هم به عنوان گیرنده و هم به عنوان فرستنده استفاده می‌شوند.
- طولی: ترنسدیوسرهایی که امواج فراصوت طولی را فرستاده یا دریافت می‌کنند.
- برشی: ترنسدیوسرهایی که امواج فراصوت برشی را فرستاده یا دریافت می‌کنند.
- آرایه فازی: در واقع این ترنسدیوسرها متشکل از تعدادی ترنسدیوسر می‌باشند که می‌توان هر کدام از این ترنسدیوسرها را جداگانه تحریک نمود.

## چیدمان ترنسدیوسرها

روش بفرست و بگیر

در آزمون فراصوت چیدمان ترنسدیوسرها به یکی از حالات زیر است:
1. پژواک (به انگلیسی: Pulse-Echo): در این روش از یک ترنسدیوسر هم به عنوان فرستنده و هم به عنوان گیرنده استفاده می‌شود. ترنسدیوسر پالسی را به داخل نمونه می‌فرستد و سیگنال مزبور در صورت برخورد با عیوب موجود منعکس می‌شود و بخشی از این سیگنال منعکس شده بار دیگر توسط ترنسدیوسر دریافت می‌شود.
2. بفرست و بگیر (به انگلیسی: Pitch-Catch): در این روش ترنسدیوسر فرستنده سیگنالی می‌فرستد و ترنسدیوسر گیرنده آن را دریافت می‌کند.
3. فرافرستادن (به انگلیسی: Through Transmission): مشابه روش بفرست و بگیر است با این تفاوت که ترنسدیوسر گیرنده در سوی دیگر نمونه قرار می‌گیرد و سیگنالی را دریافت می‌کند که از نمونه عبور کرده باشد و نه آنکه در درون آن انعکاس یافته باشد.

## نمایش داده‌های آزمون

### اِی‌اسکن

یک نمونه اِی‌اسکن

اگر توسط ترنسدیوسر فرستنده سیگنالی فرستاده شود و توسط گیرنده دریافت شود، سیگنال حاصله سیگنالی است بر حسب زمان و در نتیجه سیگنالی است یک بعدی. به این سیگنال، سیگنال ای اسکن (A-Scan) گویند.

### بی‌اسکن

یک نمونه بی‌اسکن دوبعدی

اگر ترنسدیوسر را بر روی نمونه مورد آزمون حرکت دهیم و در هر نقطه سیگنالی فرستاده و دریافت شود، مجموعه‌ای از سیگنال‌های یک بعدی نتیجه خواهد شد. در نتیجه سیگنال حاصله ماتریسی دو بعدی است که می‌توان آن را به صورت یک تصویر دو بعدی نمایش داد. به این گونه نمایش سیگنال فراصوت بی اسکن (B-Scan) گویند. گاهی سیگنال بی اسکن به صورت سیگنالی یک بعدی نمایش داده می‌شود، بدین صورت که از هر ای اسکن زمانی که سیگنال دارای حداکثر دامنه است تعیین می‌گردد، پس برای هر موقعیت ترنسدیوسر مقداری زمانی خواهیم داشت و می‌توان این مقدار زمانی را بر حسب مکان ترسیم نمود.

### سی‌اسکن
حال اگر پویش دو بعدی صورت گیرد، یعنی یکی از سطوح نمونه پویش شود، آنگاه سیگنال حاصله تصویری سه بعدی از نمونه مورد آزمایش می‌دهد که به آن سی اسکن (C-Scan) گویند. البته همانطور که بی اسکن را می‌توان به صورت سیگنالی یک بعدی نمایش داد، سیگنال سی اسکن را نیز می‌توان به صورت دو بعدی نمایش داد.

## تحلیل داده‌های فراصوت
علی‌رغم این که روش فراصوت دارای مزایای زیادی است و می‌تواند به لحاظ نظری عیوب بسیار کوچک را تشخیص دهد، اما در عمل به علت وجود نویز قدرت تشخیص این روش بسیار پایین‌تر از مقادیر نظری است. نکته حائز اهمیت آن است که امروزه با وجود ترنسدیوسرهای با حساسیت‌های بالا که در این آزمون‌ها استفاده می‌شود، نمی‌توان انتظار بهبود قابل توجهی به لحاظ سخت‌افزاری در این زمینه داشت. در واقع برخلاف بسیاری از آزمون‌های دیگر در این روش محدودیت نه بر روی سخت‌افزار بلکه بر روی روش‌های مورد استفاده در پردازش سیگنال‌های فراصوت می‌باشد 

## کاربردها
- مواد فلزی و غیر فلزی و کامپوزیت‌ها
- عیوب سطحی و غیر سطحی
- قابل استفاده برای جوش، اتصالات، میله‌ها، مواد ریخته‌گری، مواد آهنگری، قطعات موتور و هواپیما، اجزای ساختمانی، بتن، و همچنین به صورت گسترده‌ای برای تشخیص عیوب مخازن تحت فشار و لوله‌های انتقال نفت و گاز
- همچنین برای تعیین ضخامت و خواص مواد
- برای پایش فرسودگی

## مزایا و معایب
مزایا:
- قدرت نفوذ بالا که باعث می‌شود عیوبی که در عمق ماده هست را بتوان تشخیص داد.
- تشخیص عیوب بسیار کوچک مانند ترک‌ها: به دلیل بالا بودن فرکانس و در نتیجه پایین بودن طول موج امواج مورد استفاده در این روش می‌توان عیوب با ابعاد بسیار کوچک را تشخیص داد. به عنوان یک قاعده سرانگشتی در تئوری اندازه کوچکترین عیب قابل تشخیص به این روش برابر بانصف طول موج مورد استفاده است.
- دقت بالا در تعیین مکان و اندازه عیوب

معایب:
- عموماً تماسی است، گاهی به صورت مستقیم و گاه بواسطه محیط واسط
- نیاز به حسگرهای متفاوت برای کاربردهای مختلف؛ عموماً به لحاظ بازه فرکانسی
- حساسیت تابعی از فرکانس مورد استفاده است و بعضی از مواد به خاطر ساختارشان باعث پخش شدن قابل ملاحظه امواج فراصوت می‌گردند. امواج بازگشتی از این گونه مواد عموماً به سختی از نویز قابل تمیز است.
- اعمال این روش برای قطعات بسیار نازک دشوار است.
- کارکرد دستی دستگاه فراصوت نیازمند مهارت بالای کاربر است.
- تفسیر داده‌ها نیازمند دانش فنی بالایی است.
- اعمال این روش برای قطعات نامنظم، دارای سطح زبر، خیلی کوچک و نازک، و ناهمگن دشوار است.